# William Anderson (jégkorongozó)
William Harding Anderson (Nantwich, Cheshire East, 1901. április 1. – Birkenhead, Merseyside, 1983. február 23.) olimpiai bronzérmes brit jégkorongozó.
A brit jégkorong-válogatottal vett részt az 1924. évi téli olimpiai játékok jégkorongtornáján. Ő volt az egyetlen nem kanadai születésű játékos a csapatban. Csak a svédek ellen 4–3-ra megnyert mérkőzésen játszott. Miután a britek nem tudtak csapatot kiállítani az 1924-es jégkorong-Európa-bajnokságra, véget ért a nemzetközi pályafutása.
A klubcsapata a Cambridge-i Egyetem jégkorongcsapata volt, amíg az egyetemre járt.